# Євпраксино
Євпраксино (рос. Евпраксино) — село у Приволзькому районі Астраханської області Російської Федерації.
Населення становить 1379  (2010). Входить до складу муніципального утворення Євпраксинська сільрада.

## Історія
Населений пункт розташований на території українського етнічного та культурного краю Жовтий Клин. Від 1980 року належить до Приволзького району.
Згідно із законом від 6 серпня 2004 року органом місцевого самоврядування є Євпраксинська сільрада.

## Населення
| 2002 | 2010  |
| ---- | ----- |
| 1201 | ↗1379 |

## Відомі люди
У селі народився Альошин Микола Сергійович (14 вересня 1910 — 17 лютого 1944) — радянський офіцер, Герой Радянського Союзу.